# Bajt Dżinn
Bajt Dżinn (arab. بيت جن) – miasto w Syrii, w muhafazie Damaszek. W 2004 roku liczyło 2846 mieszkańców.